# الوراثة المندلية البشرية عبر الإنترنت
الوراثة المندلية البشرية عبر الإنترنت (تختصر بالإنگليزية: OMIM) هي قاعدة بيانات لفهرسة جميع الأمراض ذات العناصر الوراثية المندلية. إن أمكن، تكون نصوص صفحات هذه القاعدة وعلى الأخص أسماء الأمراض موصولة بصفحات الجينات ذات العلاقة - أي باستخدام روابط إنترنت، وتعطي الصفحات مراجع لمزيد من الأبحاث، وتوفر أيضا أدوات للتحليل الجيني للجينات المفهرسة. هذه القاعدة هي إحدى قواعد البيانات المتاحة من قبل المركز الوطني (الأمركي) لمعلومات التكنلَوجيا الحيوية (NCBI) والمدرجة في قوائم التصفح التابعة لموقعه على شبكة الإنترنت.

## روابط خارجية
الصفحة الرئيسية لهذه القاعدة